# Sotla
La rivière Sotla (en slovène)  ou Sutla (en croate) est une rivière qui s’écoule en Slovénie et en Croatie en dessinant une partie de la frontière les séparant. La rivière est un affluent de la rivière Save qui se jette elle-même dans le fleuve Danube.